# Якшур-Бодьинское (сельское поселение)
Якшур-Бодьинское — упразднённое муниципальное образование со статусом сельского поселения в Якшур-Бодьинском районе Удмуртии Российской Федерации.
Административный центр — село Якшур-Бодья.
Законом Удмуртской Республики от 11.05.2021 № 43-РЗ к 25 мая 2021 года упразднено в связи с преобразованием муниципального района в муниципальный округ.

## История
Статус и границы сельского поселения установлены Законом Удмуртской Республики от 14 июля 2005 года № 44-РЗ «Об установлении границ муниципальных образований и наделении соответствующим статусом муниципальных образований на территории Якшур-Бодьинского района Удмуртской Республики».

## Население
| 2010  | 2012  | 2013  | 2014  | 2015  | 2016  | 2017  |
| ----- | ----- | ----- | ----- | ----- | ----- | ----- |
| 7373  | ↘7330 | ↘7322 | ↘7268 | ↗7369 | ↗7422 | ↘7409 |
| 2018  | 2019  | 2020  | 2021  |       |       |       |
| ↘7380 | ↘7345 | ↘7229 | ↗7752 |       |       |       |

## Состав сельского поселения
| № | Населённый пункт | Тип населённого пункта       | Население |
| - | ---------------- | ---------------------------- | --------- |
| 1 | Карашур          | деревня                      | ↘57       |
| 2 | Липовка          | деревня                      | ↗62       |
| 3 | Якшур-Бодья      | село, административный центр | ↗7638     |